# Ingo Hoffmann
Ingo Ott Hoffmann  (São Paulo, 28 de fevereiro de 1953) é um automobilista brasileiro. Hoffmann competiu na Fórmula 1 pela equipe Copersucar-Fittipaldi por 6 corridas só conseguindo largar em 3 delas e não pontuou. Ele é o maior campeão da história do Campeonato Brasileiro de Stock Car, com doze títulos. Os doze títulos foram nos anos de 1980, 1985, 1989, 1990, 1991, 1992, 1993, 1994, 1996, 1997, 1998 e 2002, sendo também dono da maior número de títulos seguidos, num total 6. Correu na Stock Car desde seu início em 1979 e a temporada de 2008 foi a sua temporada de despedida. Com isso é um dos pilotos que mais temporadas participou da Stock Car (30 temporadas em 30 anos de Stock Car). Seu carro era em 2008 o de número 17, da equipe AMG, modelo Mitsubishi Lancer. Foi campeão com os carros Opala, Ômega e Vectra.
Em 2008 ele disputou a Brasil GT3 Championship, correndo no Lamborghini Gallardo, junto com Paulo Bonifácio. A dupla terminou a competição na oitava posição, com 44 pontos, conseguindo uma vitória e cinco pódios.
Ao final do ano de 2008, após 30 anos na Stock Car e 12 títulos na categoria, Ingo Hoffmann se aposentou das corridas de automóveis, obtendo em sua última corrida na Stock Car o 3º lugar no GP de Interlagos, vencido pelo piloto Thiago Camilo, e que consagrou como campeão da temporada o piloto Ricardo Maurício e como vice o paulista Marcos Gomes. Ingo recebeu diversas homenagens por todas as conquistas em sua carreira; numa das homenagens, recebeu de presente o Opala com o qual foi campeão pela primeira vez na Stock Car em 1980, totalmente reformado nos boxes de Interlagos no fim de semana de sua última corrida e sem que ele soubesse. A surpresa foi feita por seu então parceiro, o paranaense Lico Kaesemodel, a quem ele tem como a um filho.
Apesar da aposentadoria como piloto, Ingo Hoffmann continua ligado ao automobilismo, trabalhando como chefe de uma equipe da Stock Car a partir de 2009.
Em março de 2014, Ingo Hoffmann lançou biografia autorizada, assinada pelo jornalista Tiago Mendonça.

## Resultados

### Stock Car
| Ano  | Equipe          | Carro             | Etapas Disputadas | Vitórias | Poles | Voltas Mais Rápidas | Pontos | Classificação |
| ---- | --------------- | ----------------- | ----------------- | -------- | ----- | ------------------- | ------ | ------------- |
| 2002 | JF Racing       | Chevrolet Vectra  |                   |          |       |                     |        | Campeão       |
| 2003 | JF Racing       | Chevrolet Vectra  |                   |          |       |                     |        |               |
| 2004 | JF Racing       | Chevrolet Astra   | 12                | 2        |       |                     | 88     | 5º            |
| 2005 | AMG Motorsports | Mitsubishi Lancer | 12                | 1        |       |                     | 63     | 8º            |
| 2006 | AMG Motorsports | Mitsubishi Lancer | 12                | 2        |       |                     | 93     | 11º           |
| 2007 | AMG Motorsports | Mitsubishi Lancer | 12                |          |       |                     | 239    | 6º            |
| 2008 | AMG Motorsports | Mitsubishi Lancer | 12                |          |       |                     | 72     | 11º           |

### Brasil GT3 Championship
| Ano  | Pos. | Equipe                              | Nº | 1-1   | 1-2   | 2-1   | 2-2   | 3-1     | 3-2    | 4-1   | 4-2    | 5-1   | 5-2     | 6-1     | 6-2     | 7-1     | 7-2     | 8-1   | 8-2   | Pts |
| ---- | ---- | ----------------------------------- | -- | ----- | ----- | ----- | ----- | ------- | ------ | ----- | ------ | ----- | ------- | ------- | ------- | ------- | ------- | ----- | ----- | --- |
| 2008 | 8º   | Scuderia 111 (Lamborghini Gallardo) | 7  | PR1 3 | PR2 5 | SP1 2 | SP2 3 | DF1 Ret | DF2 11 | SP1 1 | SP2 12 | RJ1 3 | RJ2 Ret | RS1 Ret | RS2 Ret | PR1 Ret | PR2 DSQ | SP1 6 | SP2 8 | 44  |

## Todos os resultados de Ingo Hoffmann na Fórmula 1
| Ano  | Equipe                | Chassi          | Motor                | Pneus | 1       | 2     | 3      | 4      | 5   | 6   | 7   | 8      | 9   | 10  | 11  | 12  | 13  | 14  | 15  | 16  | 17  | Pontos | Posição  |
| ---- | --------------------- | --------------- | -------------------- | ----- | ------- | ----- | ------ | ------ | --- | --- | --- | ------ | --- | --- | --- | --- | --- | --- | --- | --- | --- | ------ | -------- |
| 1977 | Copersucar-Fittipaldi | Fittipaldi FD04 | Ford Cosworth DFV V8 | G     | ARG Ret | BRA 7 | AFS    | USW    | ESP | MON | BEL | SUE    | FRA | GBR | ALE | AUT | HOL | ITA | USE | CAN | JAP | 0      | NC (25º) |
| 1976 | Copersucar-Fittipaldi | Fittipaldi FD03 | Ford Cosworth DFV V8 | G     | BRA 11  |       |        |        |     |     |     |        |     |     |     |     |     |     |     |     |     | 0      | NC (33º) |
| 1976 | Copersucar-Fittipaldi | Fittipaldi FD04 | Ford Cosworth DFV V8 | G     |         | AFS   | USW NQ | ESP NQ | BEL | MON | SUE | FRA NQ | GBR | ALE | AUT | HOL | ITA | CAN | USE | JAP |     | 0      | NC (33º) |